# Botanophila salti
Botanophila salti är en tvåvingeart som först beskrevs av Fritz Isidore van Emden 1951.  Botanophila salti ingår i släktet Botanophila och familjen blomsterflugor.
Artens utbredningsområde är Tanzania. Inga underarter finns listade i Catalogue of Life.